# Liga Comunista de Trabajadores de Nueva Zelanda
La Liga Comunista de Trabajadores de Nueva Zelanda (en inglés Workers' Communist League of New Zealand, abreviada WCL) fue un partido político en Nueva Zelanda. Durante la década de 1980, la WCL fue la segunda organización marxista más grande del país (después del Partido Socialista Unificado de Nueva Zelanda (SUP) pro-Moscú). Aunque relativamente pequeña, la organización desempeñó un papel clave en varios movimientos sociales. La organización se destacó por su papel en los movimientos de protesta contra las giras del equipo de rugby union sudafricano Springboks. El grupo participó activamente en el movimiento sindical, en particular en Wellington. Durante la década de 1980, WCL se separó de la ortodoxia leninista y abrazó el feminismo y la autodeterminación maorí.

## Historia

### División de 1970
La WCL tiene sus raíces en una división de 1970 en el Partido Comunista de Nueva Zelanda (CPNZ). Había surgido una facción en Wellington que consideraba que el CPNZ estaba bajo el control de una «camarilla de liderazgo del partido burocrático, tortuoso y borracho». En 1970, el CPNZ expulsó a su organización del distrito de Wellington. La facción expulsada, a la que el CPNZ se refiere como la «pandilla Manson-Bailey» después de que sus líderes, la corresponsal de Xinhua Rona Bailey y el aguador Jack Manson, comenzaron a construir una organización rival del CPNZ. El grupo Manson-Bailey continuó refiriéndose a sí mismo como el Comité del Distrito de Wellington del CPNZ durante algún tiempo. Ganó adeptos en otras partes del país, como Auckland. Pero el grupo dudó en anunciarse como un nuevo partido político, con la esperanza de obtener una mayoría de miembros del CPNZ de su lado y obtener el apoyo del Partido Comunista de China. El grupo organizó actividades en los campus de Universidad Victoria, contra el apartheid y la guerra de Vietnam y a favor de los derechos territoriales de los maoríes. Ron Smith estaba entre los cuadros del grupo de Wellington que se convertiría en la WCL. El grupo participó activamente en la Sociedad de Amistad China de Nueva Zelanda, organizando delegaciones de estudiantes para visitar China. El periódico independiente de izquierda The Paper, publicado entre 1973 y 1975, fue visto como cercano al grupo.

### Alianza de Mujeres Trabajadoras
El grupo lideró la formación de la Alianza de Mujeres Trabajadoras (WWA) en 1974, buscando unir a las trabajadoras y amas de casa en una plataforma de feminismo socialista. La WWA estableció sucursales en Wellington, Dunedin, Hamilton, Palmerston North y Nueva Plymouth. En 1978, WWA había desaparecido en gran medida.

### Organización Marxista-Leninista de Wellington
En 1976, el grupo tomó el nombre de Organización Marxista-Leninista de Wellington. El grupo sería apodado 'MILO'. MILO comenzó a publicar Unity en 1978.

### Formación de la CMT
En 1980, MILO se fusionó con la Organización Comunista del Norte con base en Waikato y diferentes agrupaciones con base en campus, formando la WCL. Mientras que el CPNZ se volvió hacia el Partido del Trabajo de Albania en la ruptura sino-albanesa, la WCL permaneció alineada con el Partido Comunista de China. WCL defendió el marxismo-leninismo-maoísmo, buscando «unir las fuerzas democráticas bajo el liderazgo de la clase trabajadora para "oponerse al fascismo, el imperialismo y la reacción en Nueva Zelanda" con "lucha de masas para defender los niveles de vida, los derechos democráticos y oponerse a la contienda de las superpotencias"». El partido se estableció sobre la base del centralismo democrático.
WCL funcionó como un partido clandestina. La membresía era en gran parte académicos y estudiantes. El grupo también tenía cierta presencia entre los trabajadores industriales y desempleados, en particular alrededor de Wellington.

### Movimiento de protesta contra la gira de 1981
La oposición a los intercambios de rugby union con el apartheid de Sudáfrica se había organizado en Nueva Zelanda desde la década de 1960, con el surgimiento del movimiento Halt All Racist Tours. La WCL jugó un papel destacado en las protestas a la gira de rugby de Sudáfrica de 1981 en Wellington, con un enfoque más «disciplinado» en comparación con las caóticas protestas en Auckland. Sin embargo, el primer ministro Robert Muldoon atacó públicamente a los «miembros de organizaciones subversivas» dentro del movimiento anti-tour, incluidos muchos miembros «conocidos» y «probables» de la WCL, con su controvertida publicación de un informe preparado por el Servicio de Inteligencia de Seguridad de Nueva Zelanda (SIS). Según el activista Don Carson, quien luego demandó con éxito por difamación, Muldoon estaba «tratando de abrir una brecha entre lo que el SIS describió como radicales y subversivos, y los manifestantes decentes de la corriente principal».

### Teoría del trípode
A raíz de las protestas contra la gira, surgieron tensiones entre los cuadros de la WCL (que desempeñaron un papel clave en el movimiento Halt All Racist Tours) y los maoríes radicales que deseaban dirigir la energía del movimiento contra la gira hacia los movimientos antirracistas y causas por los derechos territoriales locales (una proposición que la dirección de la CMT rechazó). Los debates cada vez más públicos entre la WCL y los activistas maoríes llevaron el discurso radical maorí a una audiencia más amplia, con Donna Awatere Huata articulando los puntos de vista del movimiento maorí en artículos y literatura. Los debates de protesta posteriores a la gira de 1981 influyeron en Sue Bradford y otros miembros de la WCL, que se orientaron cada vez más hacia las luchas de las mujeres y los maoríes. Durante 1982-1983, la WCL revisó su modelo político y, en 1984, la organización llegó a rechazar el ideal leninista de un partido proletario de vanguardia en favor de buscar construir una coalición de diversas fuerzas que luchan contra el capitalismo, el patriarcado y el colonialismo. WCL llegó a adoptar la «teoría del trípode» de la opresión, que argumentaba que la raza, el género y la clase eran pilares entrelazados de la opresión social. Bajo la nueva línea, WCL colocó las luchas por la liberación de las mujeres y la autodeterminación de los maoríes a la par en importancia con la lucha de clases.

### Centro de Derechos y movimiento obrero
En 1983 se fundó el Centro de Derechos de los Trabajadores Desempleados de Auckland (Auckland Unemployed Workers' Rights Centre), en una asamblea de trabajadores desempleados, estudiantes de la Universidad de Auckland, miembros de la WCL, trabajadores comunitarios, representantes del Consejo de Oficios de Auckland y trabajadores del Programa de Empleo del Proyecto. La mayoría de los fundadores de Rights Center procedían de WCL, como Sue Bradford, Bill Bradford, Zoe Truell y Brian Avison. El Centro de Derechos rivalizaba con el Sindicato de Trabajadores Desempleados de Auckland patrocinado por el Consejo de Comercio de Auckland, que estaba dirigido por el SUP. Hubo tensiones notables entre SUP y WCL dentro del movimiento de trabajadores desempleados. Cuando se lanzó el movimiento Te Roopu Rawakore o Aotearoa para trabajadores desempleados en 1985, la CMT y el Centro de Derechos jugaron un papel clave en él. En 1987, la WCL apoyó a Therese O'Connell como candidata a vicepresidenta del Consejo de Sindicatos de Nueva Zelanda, compitiendo contra Angela Foulkes.

### Período posterior
A mediados de la década de 1980, se estimó que WCL tenía alrededor de 120 miembros y una red más grande de simpatizantes. Durante las protestas de 1985 contra la gira planificada de los All Blacks en Sudáfrica, WCL supuestamente controló el comité de alguaciles de la manifestación de los Ciudadanos Opuestos a la Gira Springbok, controlando así efectivamente el movimiento de protesta en Wellington. En los preparativos para las protestas contra la gira propuesta de 1985, WCL buscó combatir el sexismo en todo el movimiento de protesta.
WCL se mantuvo activo en los movimientos contra el apartheid y organizó campañas de solidaridad para América Central. WCL mantuvo vínculos con el Frente Democrático Nacional de Filipinas.
En su último período, WCL fue dirigido por Graeme Clarke. A fines de la década de 1980, WCL mantuvo conversaciones formales con la trotskista Socialist Action League sobre una posible fusión, aunque tal unificación no se materializó.

### Disolución y lanzamiento de Left Currents
En 1989, se estimaba que el grupo tenía unos 50 miembros. El último número de Unity se publicó el 16 de marzo de 1990. El número destacaba que la publicación se había interrumpido debido a dificultades financieras, que el 7.º congreso de la CMT celebrado en enero de 1990 había disuelto el partido y que en su lugar se había formado una nueva organización llamada Left Currents («corrientes de izquierda»). El número de Unity del 16 de marzo de 1990 decía que Left Currents tenía la intención de «construir una alianza revolucionaria para las fuerzas que luchan por la liberación de los maoríes, las mujeres y los trabajadores« y que la organización había eliminado la palabra 'comunista' de su discurso debido a sus «asociaciones negativas con acciones monolíticas, patriarcales, excesivamente jerárquicas, racistas y/o nacionalchovinistas y ambientalmente explotadoras de los partidos comunistas en el poder». Left Currents duró aproximadamente un año antes de desaparecer.
La historia de la WCL se describe en la autobiografía de Ron Smith de 1994, Working Class Son: My Fight Against Capitalism and War.